# Gifford Peaks
Die Gifford Peaks sind eine Reihe von spitzen Gipfeln und Berggraten entlang der Steilstufe an der westlichen Seite der Heritage Range in der Westantarktis. Sie liegen zwischen den Watlack Hills im Nordwesten und den Soholt Peaks im Südosten. Zu den Gipfeln der Gifford Peaks gehören der Cochran Peak im Süden, der Lamb Peak und der 1850 m hohe Maagoe Peak am nördlichen Ende der Gifford Peaks. An der östlichen Flanke befindet sich der breite Fendorf-Gletscher, der nach Norden abfließt.
Ihren Namen erhielten die Gifford Peaks von einer geologischen Expedition der University of Minnesota im Jahr 1963/64. Man benannte sie nach Chief Warrant Officer Leonard A. Gifford, einem Piloten des 62nd Transportation Detachment der United States Army, der die Expedition unterstützte.